# Neferinpu
Neferinpu (fl. XXIV secolo a.C.) è stato un sacerdote egizio, relativamente importante, vissuto circa nel XXIV secolo a.C., nell'Antico Regno con l'incarico di "Custode del culto mortuario reale".
Morì verso i cinquant'anni e fu seppellito ad Abusir. Sconosciuta la causa della morte ma sono attualmente in corso studi sulla salma ritrovata ancora adorna di gioielli.
La tomba intatta, che rappresenta uno straordinario ritrovamento, conteneva il sarcofago, numerosi reperti ben conservati ed
è costituita da una camera con annessa la cappella per la celebrazione di riti funebri sia di Neferinpu che della sua famiglia.